# Кубу (язык)
Кубу (Anak Dalam, Orang Hutan, Orang Rimba) — малайский язык, на котором говорит народ кубу, проживающий на индонезийском острове Суматра в основном в провинциях Джамби, Риау и Южная Суматра. На кубу, живущих в населённых деревнях, зона L1 уже заменила домены во всех областях за пределами домов; на территориях кубу в провинции Джамби (более изолированная и активная), жизнеспособность выше. В деревнях также говорят на индонезийском языке и другие языки в торговле, в образовании, в религии, в гражданстве с другими этническими группами (народами). Территория отчасти сокращается из-за вырубки лесов.
У кубу имеется много диалектов: баджат, давас, джамби, лаланг, номадский кубу, ридан, супат, тунгкал-илир, улу-лако, а также кубу связан с языком лубу.